# Lauge Koch
Lauge Koch, né à Kjaerby près de Kalundborg le 5 juillet 1892 et mort à Copenhague le 5 juin 1964, est un géologue et explorateur danois. Il consacra plusieurs années de sa vie à l'exploration du Groenland. Il fut accompagné par Alfred Wegener en 1913.

## Biographie
Ancien compagnon de Mylius Erichsen, il part en 1913 pour la Terre de la Reine Louise avec Wegener et doit hiverner en Baie de Dove. Lors de l'hivernage, Wegener se brise une côte dans une chute et Koch, une jambe, en tombant dans une crevasse. Il tente alors d'utiliser des poneys au lieu des chiens pour traverser l'inlandsis, ce qui s'avéra un échec. Le 20 avril 1913, il se lance dans une traversée de 1200 km du Groenland et atteint Upernavik le 5 juillet.
En 1917, membre de la deuxième expédition de Knud Rasmussen à Thulé, il cartographie pour la première fois le glacier Ryder.

## Récompense
- 1927 : Médaille Hans Egede